# Carmen Montes
Carmen Montes Cano (Cádiz, 1963) es una traductora española, galardonada con el Premio Nacional a la Mejor Traducción en 2013 por Kallocaína, de la autora sueca Karin Boye.

## Biografía
Licenciada en Filología clásica en la Universidad de Granada, realizó un tercer ciclo universitario en Lingüística y Literatura en la misma universidad, y un máster en la Universidad de Estocolmo de Lengua y Cultura sueca. Carmen Montes es especialista en la traducción del sueco al español de obras literarias, y también del latín y el noruego. Trabaja habitualmente para editoriales como Minúscula, Impedimenta], Maeva, Nórdica Libros Anagrama o Tusquets y entre los autores a los que ha traducido se encuentran Ingmar Bergman, Henning Mankell, Camilla Läckberg, Karin Boye, Harry Martinson, Fredrika Bremer, Tove Jansson, Kjell Westö o el teólogo y místico Emanuel Swedenborg; del latín Publio Ovidio Nasón y del noruego, el escritor y cantante Jo Nesbø, entre muchos otros. Miembro de ACE Traductores, de cuyo equipo directivo formó parte desde 2010 hasta 2014, y de la Asociación Española de Traductores, Correctores e Intérpretes (ASETRAD) hasta 2022, dirige seminarios de introducción a la traducción literaria y es profesora de sueco del Centro de Lenguas Modernas de la Universidad de Granada, así como colaboradora de redacción del diccionario sueco-español/español-sueco de Norstedts ordböcker-Nationalencyklopedin. En 2013 fue galardonada por el Ministerio de Cultura de España con el Premio Nacional a la Mejor Traducción por Kallocaína, de la poeta y novelista sueca Karin Boye, una obra cumbre de la literatura universal dentro de las novelas distópicas y cuya traducción al español realizó por vez primera Montes para la editorial Gallo Nero. El jurado del premio consideró el resultado del trabajo de Carmen Montes como «excelente» y que enriquecía el «panorama literario [en español] con la temática de un mundo futuro opresivo ... resolviendo con acierto algunas dificultades lingüísticas» que presentaba el idioma sueco expresamente creado para escribir la novela.
Desde 2022 es miembro electo de la Academia de Buenas Letras de Granada https://academiadebuenasletrasdegranada.org/discursos/, donde ingresó con el discurso titulado «Cada libro es mi primer libro». 
En 2023 recibió el premio de traducción Tolkningspriset https://www.svenskaakademien.se/press/tolkningspriset-2022, que concede la Academia Sueca.